# Alexander McDougall
‎
Alexander McDougall, ameriški general, politik in bankir škotskega rodu, * 1731, † 9. junij 1786.
V letih 1781-1782 in 1784–1785 je bil predstavnik New Yorka v Kontinentalnem kongresu.